# Лабастид-де-Вирак
Лабасти́д-де-Вира́к (фр. Labastide-de-Virac, окс. La Bastida de Virac) — коммуна во Франции, находится в регионе Рона — Альпы. Департамент коммуны — Ардеш. Входит в состав кантона Валлон-Пон-д’Арк. Округ коммуны — Ларжантьер.
Код INSEE коммуны — 07113.

## Население
Население коммуны на 2008 год составляло 218 человек.
| 1962 | 1968 | 1975 | 1982 | 1990 | 1999 | 2008 |
| ---- | ---- | ---- | ---- | ---- | ---- | ---- |
| 135  | 145  | 155  | 184  | 193  | 218  | 218  |

## Экономика
В 2007 году среди 130 человек в трудоспособном возрасте (15—64 лет) 90 были экономически активными, 40 — неактивными (показатель активности — 69,2 %, в 1999 году было 62,9 %). Из 90 активных работали 66 человек (46 мужчин и 20 женщин), безработных было 24 (18 мужчин и 6 женщин). Среди 40 неактивных 7 человек были учениками или студентами, 17 — пенсионерами, 16 были неактивными по другим причинам.

## Фотогалерея

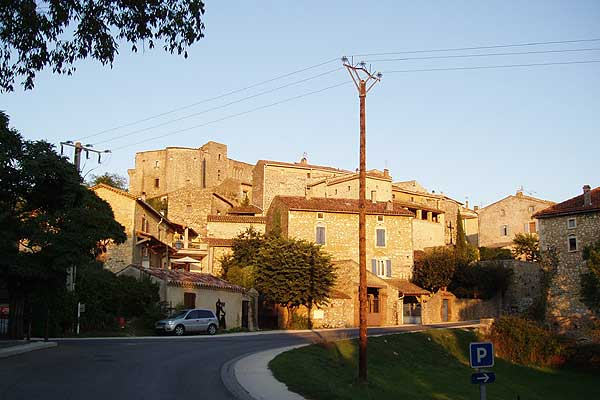
Лабастид-де-Вирак
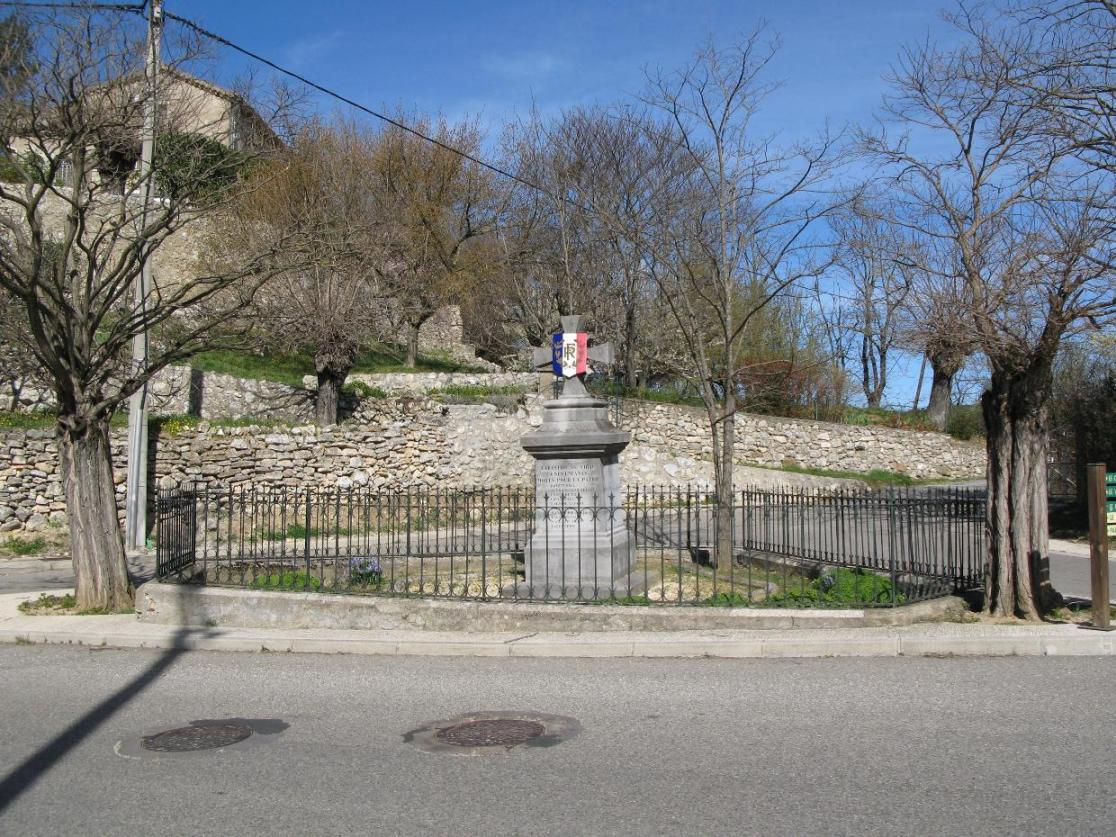
Памятник погибшим на Первой мировой войне
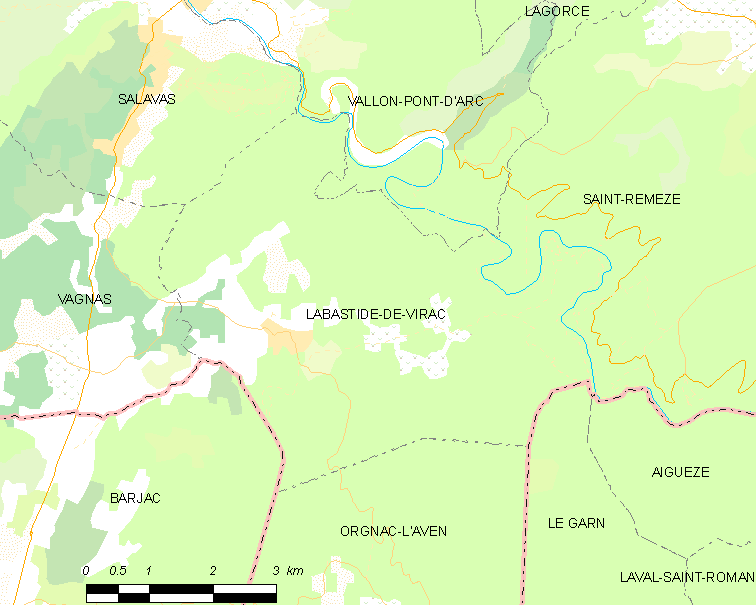
Карта коммуны